# Tovomita chachapoyasensis
Tovomita chachapoyasensis är en tvåhjärtbladig växtart som beskrevs av Adolf Engler. Tovomita chachapoyasensis ingår i släktet Tovomita och familjen Clusiaceae. Inga underarter finns listade i Catalogue of Life.